# Дружество на бургаските художници
Дружеството на бургаските художници е основано през 1960-те години. Негов първи председател е големият български художник Петко Задгорски. Галерията на Дружеството е на адрес „Александровска“ № 22, Бургас.
Ежегодно в изложбената зала на Дружеството се представят две общи изложби на бургаските художници – едната посветена на празника на българската писменост и култура на 24 май, а втората – на празника на град Бургас, Никулден, 6 декември. На 24 май се връчва наградата за „Млад художник“ на името на Руси Стоянов, а на 6 декември – наградата „Художник на годината“
През 2004 година Дружеството, съвместно с Община Бургас, възстановява след 20-годишно прекъсване националната изложба-биенале „Приятели на морето“. През останалото време от годината в галерията се изявяват творци от Бургас, страната и чужбина.
Дружеството разполага с Графична база край морето, в която се изпълняват литография и метални техники. През месец септември се провежда графичен пленер, наречен „Есенни графични срещи“,
в който участват автори с национална и международна известност.

## Колектив
- Добрин Вътев – Председател на дружеството
- Величка Киндекова – Галерист[1]

## Графична база
Графична база – Бургас е основана през 1982 г. от големия бургаски художник Тодор Атанасов, по това време председател на Дружество на бургаските художниците и отговорен секретар на СБХ. Намира се на брега на морето в морската градина на Бургас.
От създаването на бургаската графична база са отпечатани десетки хиляди офорти, акватинти и най-много литографии. Фондът наброява над 1000 творби на над 100 автора от България и Европа. В базата са работили и работят много бургаски автори и художници от страната и чужбина. Това е една от малкото останали действащи графични бази в страната, в която са провеждани международни графични пленери, благодарение на които фондът непрекъснато се увеличава.
По случай 25-ата годишнина през 2007 г., част от фонда на графичната база бива експониран в Бургаска художествена галерия „Петко Задгорски“ и гостува през юни 2007 г. в градската художествена галерия в Стара Загора.

## Членове на Дружеството на художниците от Бургас
- Алла Стоянова
- Ангелина Ангелова
- Андрей Янев
- Анелия Николова
- Анелия Райкова
- Анета Краева
- Анна Михайлова
- Аршак Нерсисян
- Атанас Колибаров
- Атанас Стоянов
- Бисер Проданов
- Благой Атанасов
- Божидар Калъчев
- Ваня Апостолова
- Венелин Георгиев
- Веселин Бошнаков
- Владимир Палев
- Вяра Стефанова
- Генчо Митев
- Георги Бостанджиев
- Георги Георгиев
- Георги Динев
- Георги Миринчев
- Георги Петков
- Данаил Николов
- Даниел Йорданов
- Джанета Русева
- Димитрина Мургова
- Димитър Борисов
- Димитър Миланов
- Димитър Райколов
- Димитър Тончев
- Димо Колибаров
- Динко Костадинов
- Добрин Вътев
- Дончо Коев
- Дора Славова
- Евгений Халачев
- Енчо Рачев
- Жеко Стоянов
- Женя Адамова
- Живко Иванов
- Златан Стоилов
- Златин Симонов
- Златка Коева
- Иван Бахчеванов
- Иван Попов
- Иво Бистрички
- Ирена Иванова
- Йордан Ангелов
- Йордан Маринов
- Йордан Петров
- Калина Николова
- Калоян Тодоров
- Катя Тенекеджиева
- Кирил Атанасов
- Климент Атанасов
- Кольо Кехайов
- Костадин Ралев
- Константин Антюхин
- Красимир Зинин
- Кръстьо Тодоров
- Лидия Кунева
- Лора Янева
- Любомир Коцев
- Маргарита Джарова
- Мария Алексиева
- Мария Зеленкова
- Мартина Иванова
- Матей Матеев
- Мая Николова
- Мирослава Андонова
- Митко Иванов
- Надя Пеовска
- Невена Ангелова
- Нели Новакова
- Нели Гочева
- Нели Тодорова
- Ненко Токмакчиев
- Ненко Чанев
- Ненчо Русев
- Никола Станчев
- Николай Ангелов
- Николай Дубаров
- Огнян Петков
- Олег Карпенко
- Пепа Шангова
- Петко Димитров
- Петър Костадинов
- Петър Петров
- Петър Пецин
- Радостин Дамасков
- Райна Рачева
- Роланд Шнеевайс
- Рослава Джамбазова
- Румен Андреев
- Румен Киров
- Руси Костадинов
- Руси Куртлаков
- Светла Иванова
- Светозар Бенчев
- Свилен Генов
- Севдалина Проданова
- Симеон Шивачев
- Станислав Вардев
- Станислав Лазаров
- Стайко Стайков
- Стефка Стоянова
- Стойко Даскалов
- Стойко Сакалиев
- Стоян Евтимов
- Стоян Забунов
- Стоян Цанев
- Таня Бахатурова
- Тодор Добрев
- Тодор Евгениев
- Тодор Захариев
- Тодор Райков
- Фоти Фотев
- Христо Динев
- Цветан Казанджиев
- Цветанка Цветанова
- Янко Пенев